# Revesby Abbey
Revesby Abbey war eine Zisterziensermönchsabtei in England. Das Kloster lag in Revesby in Lincolnshire, am Nordrand des West Fen und rund 1 km südlich des heutigen Orts Revesby und der Straße A 155.

## Geschichte
Die Abtei wurde 1143 von William de Roumare, dem Earl von Lincoln, der später als Mönch in das Kloster eintrat, als viertes Tochterkloster von Rievaulx Abbey in Yorkshire aus der Filiation der Primarabtei Clairvaux gestiftet und unter Führung von Aelred von Rievaulx, dem späteren Abt von Rievaulx, von Rievaulx aus besiedelt. Revesby Abbey war Mutterkloster von Cleeve Abbey (Vallis Florida) in Somerset. In Revesby befand sich bereits eine nicht mehr bewohnte ältere Siedlung, deren dem Heiligen Lorenz geweihte Kirche die Mönche zunächst benutzten. Die Siedlung wurde abgebrochen, und in der zweiten Hälfte des 12. Jahrhunderts wurde das Kloster neu errichtet. Im Jahr 1382 erhielt das Kloster eine weitere Zustiftung. Vor der Auflösung sollen sich die Klostergebäude bereits in ruinösem Zustand befunden haben. Die im 19. Jahrhundert ergrabene Kirche in Form eines lateinischen Kreuzes hatte sieben oder acht (so die Planskizze bei New) Langhausjoche, ein Querhaus und einen rechteckigen Chor und mehrere Kapellen. Die Klausur befand sich südlich (rechts) von der Kirche und entsprach wohl im Wesentlichen dem üblichen Schema. Das Kloster, dessen Einkommen 1535 auf 287 Pfund geschätzt wurde, wurde mit den größeren Klöstern 1538/1539 aufgelöst und Charles Brandon, dem ersten Herzog von Suffolk, übergeben. Es verfiel unmittelbar darauf. Die späteren Besitzungen Revesby Abbey und Revesby Estate (später auch Revesby Abbey und im Besitz der Familien Banks (s. Joseph Banks), Stanhope und Lee) haben nur den Namen des Klosters übernommen.

## Anlage und Bauten
Von der Anlage ist nichts erhalten. Einige Fragmente birgt der Kirchturm der Pfarrkirche aus dem 19. Jahrhundert. Die Klosteranlage ist nunmehr ein offenes Weidegelände. Die Lage des Hochaltars ist seit 1890 im Gelände markiert. Spuren sind auf Luftaufnahmen erkennbar.